# 國民革命軍陸軍第四十七軍
國民革命軍第四十七軍，从1936年至1949年为国民革命军陆军的一个军。 

## 陕西高桂滋部组成的第47军
1927年6月9日，武汉国民政府将国民革命军独立第8师扩编为国民革命军第19军：
- 军长高桂滋
- 参谋长刘礽祺
- 第1师师长王守义
- 第2师师长邢肇棠
- 第3师师长刘天禄

1928年2月25日，因胡宗铎第19军番号重复，国民政府将第19军改为第47军，所辖各师改称第107、第108、第109师。
1928年4月，国民革命军二次北伐前，第47军隶属方振武第4军团。1928年秋，第47军缩编为第45师。

## 川军李家鈺部组成的第47军
1936年11月9日，李家鈺的第104師被擴編為第四十七軍。
1937年11月，抵达山西长治。1938年2月，参加长治保卫战、防守安邑县城，军长李家钰枪决第178师第1063团团长。1939年6月，李家钰升任第四集团军副总司令兼第四十七军军长。1941年中条山战役后，该军南渡黄河驻防阌乡县、渑池、孟津段河防。1944年豫湘桂会战豫中战役。1945年3月至5月，参加豫西鄂北会战。
1945年秋第二十二集团军对下属3个军整编：
- 第四十七军所辖第104师改隶第四十一军，第123师编余的一个团并入第104师；
- 第四十五军改称第四十七军，第四十五军代理军长陈鼎勋任军长，
- 原第四十七军直属队编入整编后的第四十七军，原第四十七军军长李宗舫调升集团军副总司令；
- 第178师并编入第127师，由第178师师长李家英任合编后的第127师师长。

1946年改为整编第47师。1946年11月12日，滑县战役中，整编第41师第104旅和整编第47师第125旅大部及河北保安第12总队共约1.2万人被歼灭，其中整编第104旅旅长杨显明，副旅长李克源和总队长何冠三以下8,800余人被俘，被毙伤3,000余人，被缴获山炮5门，战防炮4门，迫击炮30余门，轻、重机枪300余挺，步枪5,000余枝，汽车5辆及其它军用品。1948年9月整编第47师恢复第四十七军番号。淮海战役第三阶段1948年12月6日在突围战斗中被歼，军长汪匣锋、副军长李家英被俘。
1949年1月，在四川重建第四十七军，驻川东万县、忠县。1949年12月21日，在兵团副司令曾苏元和川鄂边区绥靖公署副主任董宋衍的率领下参加什邡起义。